# Walter Thomas
Walter William Thomas, né à West Derby le 10 mai 1864 et mort en 1954, est un homme de lettres français d'origine britannique.

## Biographie
Arrivé jeune en France, il acquiert la nationalité française. Il fait sa scolarité au collège Sainte-Barbe, puis au collège de Boulogne-sur-Mer et au lycée de Tours. Il accomplit ses études supérieures à la faculté de lettres de Montpellier, puis à celle de Lyon. En 1883, il obtient le certificat d'aptitude à l'enseignement de l'anglais, puis l'agrégation d'anglais en 1884. Il est docteur ès lettres de l'université de Paris.
Il enseigne alors dans différents lycées de province (Guéret, Brest, Dijon, Nancy, Lyon).
En 1897 il est reçu premier à l'agrégation d'allemand. Il devient cette même année maître de conférences à l'université de Rennes puis chargé de cours d'anglais à l'université de Lille.
En 1901, ce linguiste et philologue soutient en Sorbonne une des dernières thèses rédigées en latin, consacrée à Milton (De epico apud Joannem Miltonium versu).
Il devient par la suite professeur (puis professeur honoraire) de littérature anglaise à la Faculté des lettres de l'Université de Lyon.
Outre un certain nombre d'ouvrages sur le monde et la littérature anglo-saxons et un précis de littérature allemande (Larousse, 1913), Walter Thomas a laissé des traductions de l'anglais (Beowulf, Didier, 1919 ; Ruskin, Œuvres choisies, La Renaissance du Livre, 1925) et de l'allemand pour Aubier-Montaigne (N. Lenau, Don Juan ; F. Schiller, La Pucelle d'Orléans, deux ouvrages publiés en 1931).
Il était docteur honoris causa de l'université de Saint Andrews et officier de l'Instruction publique.
Walter Thomas épousa une des filles du premier président honoraire de la Cour des comptes, Gustave Liotard-Vogt.

## Œuvre
- Le Poète Edward Young (1683-1765) ; étude sur sa vie et ses œuvres, 1901, prix Marcelin Guérin de l’Académie française en 1903

### Traductions
- Conte de l’homme de loi des Contes de Canterbury de Geoffrey Chaucer
- Beowulf et les premiers fragments épiques anglo-saxons, 1919, prix Langlois de l’Académie française en 1921
- La Plainte de Deor
- Le Combat de Finnsburg